# Aloha from Hawaii: Via Satellite
Aloha from Hawaii: Via Satellite är ett livealbum av den amerikanske sångaren och musikern Elvis Presley, släppt av RCA Records den 4 februari 1973. Albumet består av inspelningar från Elvis Presleys konsert med samma namn som ägde rum på Honolulu International Center Arena i Hawaii den 14 januari 1973. Konserten sändes live via satellit till en tv-publik i Asien och Oceanien och i eftersändning till ett antal länder i Europa, Amerika och Asien. I Sverige sändes showen under namnet Elvis i Honolulu klockan 21.00 den 20 januari 1973 på TV2, nuvarande SVT2, medan den i USA sändes först den 4 april 1973.
Albumet släpptes den 4 februari 1973, tre veckor efter att konserten hade ägt rum. Det dominerade listorna i USA och nådde förstaplatsen på både poplistan Billboard 200 och countrylistan. Det certifierades guld den 13 februari 1973, två veckor efter att det utkom, och år 2022 certifierades det 5 × platina av Recording Industry Association of America (RIAA) för en försäljning av 5 miljoner exemplar, fastän albumet sannolikt har sålt mer än så.

## Utgivningen
Aloha from Hawaii: Via Satellite är ett dubbelalbum med två lp-skivor, och det var bara andra gången i Elvis Presleys karriär som han hade släppt ett sådant album (det första var From Memphis to Vegas/From Vegas to Memphis från 1969, som bestod av ett album med studio- och ett med liveinspelningar). Det var också Elvis Presleys sjätte livealbum på fyra år (de tidigare var NBC TV-Special 1968, Elvis in Person 1969, On Stage 1970 och As Recorded at Madison Square Garden 1972), och det näst sista som han släppte under sin livstid (det sista var Elvis Recorded Live on Stage in Memphis 1974). Albumet gavs ut i rekordfart och tre veckor efter satellitsändningen fanns det tillgängligt i butikerna runt om i världen. Producenten Joan Deary fick arbeta snabbt för att hinna få albumet klart i tid, och för att påskynda processen hade skivomslaget tryckts i förväg, och listan med låtarna kunde i efterhand läggas till på dels skivetiketten, dels skivomslaget med ett klistermärke.
Konserten den 14 januari spelades in av RCA och man mixade den i 4-kanalsstereo. Aloha from Hawaii: Via Satellite utkom tre veckor senare, den 4 februari 1973, och det blev en stor succé. Det nådde förstaplatsen på såväl pop- som countrylistan i USA. Initialt släpptes det endast i 4-kanalsstereo, och blev det första albumet i det formatet att toppa Billboards albumlista. Men i och med att 4-kanalsstereo aldrig riktigt slog igenom, kom RCA senare att ge ut albumet också i vanlig stereo.

## Listplacering och försäljning

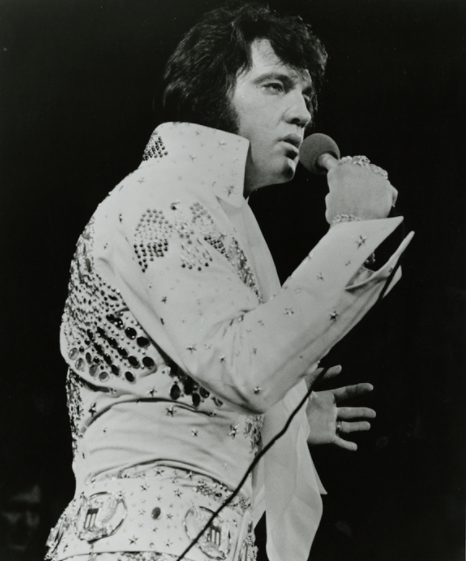
Elvis Presley under Aloha-konserten.

Den 24 februari kom albumet in på Billboardlistan där det stannade i trettiofem veckor, och den 5 maj nådde det förstaplatsen. Det certifierades guld av Recording Industry Association of America (RIAA) den 13 februari 1973, för en försäljning av 500 000 exemplar, mindre än två veckor efter att det hade släppts, och närmare tre månader innan det nådde sin maximala försäljning och kom att toppa Billboardlistan.
Den 28 februari 1973, bara drygt tre veckor efter att albumet utkommit, köpte emellertid RCA hela Elviskatalogen, med alla Elvis inspelningar fram till det datumet, för 5,4 miljoner dollar. Därmed upphörde också utbetalningarna av royaltyer för de skivor som dittills hade givits ut, inklusive royaltyn för den fortsatta försäljningen av Aloha from Hawaii, och därmed hade RCA inte längre någon anledning att rapportera hur stor försäljningen var. Det innebar att den försäljning som skedde av dubbelalbumet Aloha from Hawaii under nästan två års tid, från den 28 februari 1973 till januari 1975, aldrig registrerades. Detta borde ha varit den period då försäljningen var som störst, eftersom det också var den period då albumet låg högst på listorna. Först den 20 maj 1988 kom albumet att certifieras både platina och dubbel platina av RIAA, för att senare den 15 juli 1999 certifieras 3 × platina  och den 1 augusti 2002, 5 × platina  för en försäljning av 5 miljoner exemplar i USA. Hur mycket albumet sålde under de två första åren efter att det utkom och som inte är medräknat i dessa siffror, är inte känt. Dubbelalbum brukar dessutom kunna räknas som två album, så att exempelvis 5 miljoner sålda exemplar av ett dubbelalbum räknas som 10 miljoner sålda exemplar. Men detta gäller normalt endast om den totala speltiden är längre än 100 minuter, och vid denna tid, innan cd:n hade lanserats, gavs musiken ut på lp-vinylskivor vilkas speltid sällan var så lång som 50 minuter, eftersom det i så fall skulle påverka ljudkvalitén alltför mycket.
Aloha from Hawaiis förstaplacering var Elvis första listetta på albumlistan på mer än åtta år. Samtidigt kom det också att bli hans sista (och totalt nionde) under hans livstid.

## Innehåll

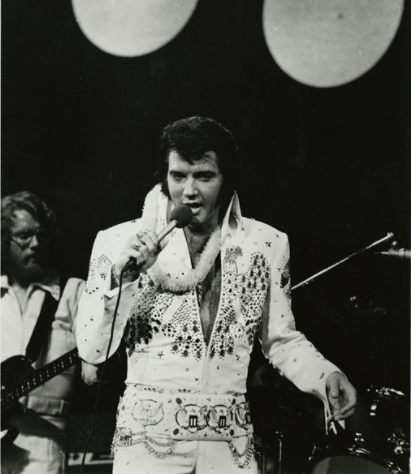
Elvis Presley under Aloha-konserten. I bakgrunden syns basisten Jerry Scheff.

Aloha från Hawaii: Via Satellite innehåller alla liveframträdanden från tv-specialen. Åtta av låtarna hade aldrig tidigare släppts av Elvis Presley, och detta uppgavs också på skivomslaget. De åtta var "Something" av George Harrison, "You Gave Me a Mountain", "It's Over", "Steamroller Blues", "My Way", "What Now My Love", "Welcome To My World" och Hank Williams "I'm So Lonesome I Could Cry". De två sistnämnda var helt nya i Elvis liverepertoar och medan Elvis kom att framföra "I'm So Lonesome I Could Cry" bara två gånger ytterligare live sjöng han "Welcome To My World" vid endast detta tillfälle och på repetitionskonserten ett drygt dygn tidigare.
Konserten öppnade med "See See Rider" – som Elvis från och med januari 1972 oftast inledde sina konserter med – och den utgjordes av en blandning av låtar från olika genrer. De mer rockiga "Blue Suede Shoes", "Johnny B. Goode", "A Big Hunk O' Love" och "Hound Dog" varvades med dramatiska och mäktiga framföranden av "An American Trilogy", "You Gave Me a Mountain", "My Way" och "What Now My Love" och mer känsliga versioner av "I'm So Lonesome I Could Cry", "Something" och "I'll Remember You". Elvis framförde förstås sin listetta från 1969, "Suspicious Minds", och sin listtvåa från oktober 1972, "Burning Love", samt "Steamroller Blues", som kom att bli singeln från albumet och nå en topp-tio-placering i USA. Som vanligt avslutade han konserten med "Can't Help Falling In Love".
Efter att showen var över och publiken hade lämnat arenan, spelade Elvis och bandet in ytterligare fem låtar: "Blue Hawaii", "Ku-U-I-Po", "No More" och "Hawaiian Wedding Song" (vilka alla hade förekommit i filmen Blue Hawaii) och Gordon Lightfoots "Early Morning Rain". Förutom "No More" kom dessa att ingå i den utökade versionen av showen som sändes i USA i april. De kom emellertid inte med på albumet Aloha from Hawaii: Via Satellite utan gavs ut först senare på albumet Mahalo från Elvis 1978. Ej heller fanns det korta tillkännagivandet av Elvis, om att konserten gavs till förmån för Kui Lees cancerfond, med på albumet.

## Musiker
Sång

Elvis Presley

Bakgrundssång

J. D. Sumner & The Stamps Quartet: Bill Baize, Ed Enoch, Donnie Sumner, Edward Wideman 

The Sweet Inspirations: Sylvia Shemwell, Myrna Smith, Estelle Brown

Hög sopran: Kathy Westmoreland
Instrumentalister

Leadgitarr: James Burton

Kompgitarr: John Wilkinson

Elbas: Jerry Scheff

Piano: Glen D. Hardin

Trummor: Ronnie Tutt

Akustisk gitarr: Charlie Hodge

Orkester: Joe Guercio & The Joe Guercio Orchestra

## Skivfodralet

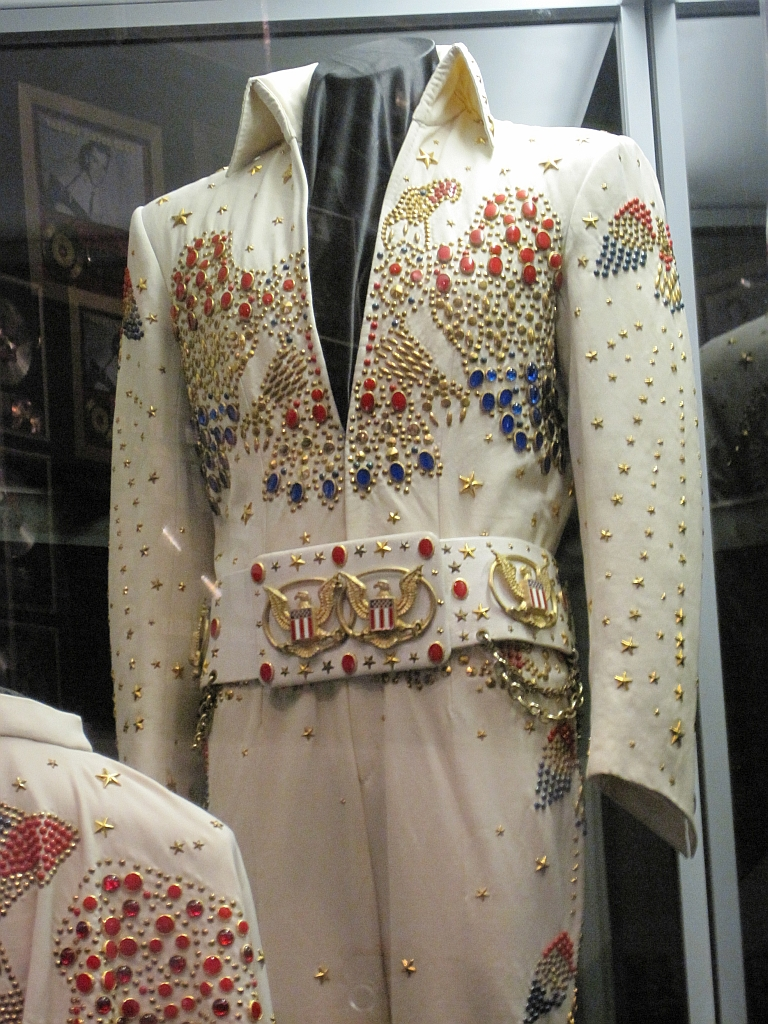
Den American Eagle-dräkt som Elvis Presley bar på Aloha-konserten den 14 januari 1973 – här utställd på Graceland. Se: American Eagle-dräkten.

Albumets framsida visade en bild av Elvis som via satellit sändes till jorden. Eftersom skivomslaget hade tryckts i förväg, var bilden på Elvis inte från Aloha-showen. Uppslaget innehöll en världskarta där "Vi älskar Elvis" fanns skrivet på tjugonio språk, inklusive på svenska, med pilar pekande på de länder där det var tänkt att showen skulle visas. Baksidan visade den andra halvan av jordklotet med "Vi älskar Elvis" skrivet på ännu fler språk och med en upplysning om att albumet innehöll åtta låtar som tidigare inte hade spelats in av Elvis, samt när och var albumet hade spelats in.

## Utgåvor
Såväl den filmade konserten som musiken har utkommit i många utgåvor efter 1973. För de filmade utgåvorna, se: Hemvideo, dvd och blu-ray. År 1988 utgavs repetitionskonserten från den 12 januari 1973 på såväl lp som cd och med en respektive tre bonuslåtar från inspelningarna efter konserten den 14:e. I mars 1992 gavs originalalbumet från 1973 ut på cd. I april 1998 släpptes en remastrad cd-utgåva, 25th Anniversary Edition, som innehöll detsamma som originalet 1973 och som på utgåvan 1992, men därutöver också de fem låtar som spelades in efter konserten för den amerikanska sändningen och som 1978 hade utkommit på lp:n Mahalo From Elvis.
I mars 2013 utkom en legacy-utgåva på 2 cd:ar innehållande båda konserterna från den 12 och 14 januari och de fem bonuslåtarna – återigen var allt remastrat. Och i mars 2022 utkom en FTD-deluxe-utgåva på tre cd:ar, med båda konserterna och alla tagningarna av de fem låtar som spelades in efteråt – allt remixat från grunden. Detta kompletterades den 11 augusti 2023, 50 år efter att showen sändes 1973, med boxen Elvis Presley: Aloha from Hawaii via Satellite (50th Anniversary Edition), vilken utöver de tre cd:arna med musik (som var densamma som på utgåvan från 2022) också innehöll det filmade materialet på en Blu-ray-skiva.

## Låtlistor

### Originalutgåva LP 1973
| 1. | Introduction: Also Sprach Zarathustra (Theme from 2001: A Space Odyssey) | Richard Strauss     | 14 januari 1973 | 1:44 |
| 2. | See See Rider                                                            | Arr.: Elvis Presley | 14 januari 1973 | 2:15 |
| 3. | Burning Love                                                             | Dennis Linde        | 14 januari 1973 | 2:42 |
| 4. | Something                                                                | George Harrison     | 14 januari 1973 | 3:20 |
| 5. | You Gave Me a Mountain                                                   | Marty Robbins       | 14 januari 1973 | 3:09 |
| 6. | Steamroller Blues                                                        | James Taylor        | 14 januari 1973 | 2:59 |

| 1.           | My Way                      | Claude François, Jacques Revaux, Paul Anka | 14 januari 1973 | 3:42  |
| 2.           | Love Me                     | Jerry Leiber, Mike Stoller                 | 14 januari 1973 | 1:31  |
| 3.           | Johnny B. Goode             | Chuck Berry                                | 14 januari 1973 | 1:39  |
| 4.           | It's Over                   | Jimmie Rodgers                             | 14 januari 1973 | 2:03  |
| 5.           | Blue Suede Shoes            | Carl Perkins                               | 14 januari 1973 | 1:05  |
| 6.           | I'm So Lonesome I Could Cry | Hank Williams                              | 14 januari 1973 | 2:04  |
| 7.           | I Can't Stop Loving You     | Don Gibson                                 | 14 januari 1973 | 2:21  |
| 8.           | Hound Dog                   | Jerry Leiber, Mike Stoller                 | 14 januari 1973 | 0:46  |
| Total längd: | Total längd:                | Total längd:                               | Total längd:    | 31:20 |

| 1. | What Now My Love       | Gilbert Bécaud, Carl Sigman  | 14 januari 1973 | 3:04 |
| 2. | Fever                  | Eddie Cooley, John Davenport | 14 januari 1973 | 2:36 |
| 3. | Welcome to My World    | John Hathcock, Ray Winkler   | 14 januari 1973 | 1:50 |
| 4. | Suspicious Minds       | Mark James                   | 14 januari 1973 | 4:25 |
| 5. | Introductions by Elvis |                              | 14 januari 1973 | 1:38 |

| 1.           | I'll Remember You                                        | Kuiokalani Lee                                                              | 14 januari 1973 | 2:27      |
| 2.           | Medley: Long Tall Sally / A Whole Lotta Shakin' Goin' On | Robert Blackwell, Enotris Johnson, R. Penniman / Dave Williams, Sunny David | 14 januari 1973 | 0:52 0:59 |
| 3.           | An American Trilogy                                      | Mickey Newbury                                                              | 14 januari 1973 | 4:11      |
| 4.           | A Big Hunk O' Love                                       | Aaron Schroeder, Sidney Wyche                                               | 14 januari 1973 | 2:01      |
| 5.           | Can't Help Falling in Love                               | George David Weiss, Hugo Peretti, Luigi Creatore                            | 14 januari 1973 | 1:42      |
| 6.           | (Closing Vamp)                                           |                                                                             | 14 januari 1973 | (1:12)    |
| Total längd: | Total längd:                                             | Total längd:                                                                | Total längd:    | 25:45     |

### CD-utgåva 1988
| 1.           | Introduction: Also Sprach Zarathustra (Theme from 2001: A Space Odyssey) | Richard Strauss                                  | 12 januari 1973 | 1:47  |
| 2.           | See See Rider                                                            | Arr.: Elvis Presley                              | 12 januari 1973 | 3:00  |
| 3.           | Burning Love                                                             | Dennis Linde                                     | 12 januari 1973 | 2:55  |
| 4.           | Something                                                                | George Harrison                                  | 12 januari 1973 | 2:27  |
| 5.           | You Gave Me a Mountain                                                   | Marty Robbins                                    | 12 januari 1973 | 3:19  |
| 6.           | Steamroller Blues                                                        | James Taylor                                     | 12 januari 1973 | 3:15  |
| 7.           | My Way                                                                   | Claude François, Jacques Revaux, Paul Anka       | 12 januari 1973 | 3:55  |
| 8.           | Love Me                                                                  | Jerry Leiber, Mike Stoller                       | 12 januari 1973 | 1:42  |
| 9.           | It's Over                                                                | Jimmie Rodgers                                   | 12 januari 1973 | 2:10  |
| 10.          | Blue Suede Shoes                                                         | Carl Perkins                                     | 12 januari 1973 | 1:14  |
| 11.          | I'm So Lonesome I Could Cry                                              | Hank Williams                                    | 12 januari 1973 | 2:18  |
| 12.          | Hound Dog                                                                | Jerry Leiber, Mike Stoller                       | 12 januari 1973 | 0:59  |
| 13.          | What Now My Love                                                         | Gilbert Bécaud, Carl Sigman                      | 12 januari 1973 | 3:18  |
| 14.          | Fever                                                                    | Eddie Cooley, John Davenport                     | 12 januari 1973 | 2:34  |
| 15.          | Welcome to My World                                                      | John Hathcock, Ray Winkler                       | 12 januari 1973 | 1:58  |
| 16.          | Suspicious Minds                                                         | Mark James                                       | 12 januari 1973 | 4:00  |
| 17.          | Introductions by Elvis                                                   |                                                  | 12 januari 1973 | 1:53  |
| 18.          | I'll Remember You                                                        | Kuiokalani Lee                                   | 12 januari 1973 | 2:35  |
| 19.          | American Trilogy                                                         | Mickey Newbury                                   | 12 januari 1973 | 4:26  |
| 20.          | A Big Hunk O' Love                                                       | Aaron Schroeder, Sidney Wyche                    | 12 januari 1973 | 2:34  |
| 21.          | Can't Help Falling in Love                                               | George David Weiss, Hugo Peretti, Luigi Creatore | 12 januari 1973 | 3:05  |
| 22.          | Blue Hawaii                                                              | Leo Robin, Ralph Rainger                         | 14 januari 1973 | 2:57  |
| 23.          | Hawaiian Wedding Song                                                    | Al Hoffman, Dick Manning, Charles E. King        | 14 januari 1973 | 3:00  |
| 24.          | Ku-U-I-Po                                                                | George David Weiss, Hugo Peretti, Luigi Creatore | 14 januari 1973 | 2:50  |
| Total längd: | Total längd:                                                             | Total längd:                                     | Total längd:    | 64:11 |

### CD-utgåva 1992
| 1.           | Samma innehåll som på originalutgåvan |              | 14 januari 1973 |       |
| Total längd: | Total längd:                          | Total längd: | Total längd:    | 61:12 |

### CD-utgåva 1998
| 1.           | Spåren 1–24 är desamma som på originalutgåvan från 1973 och cd-utgåvan från 1992. |                                                  | 14 januari 1973 | 61:12 |
| 25.          | Blue Hawaii                                                                       | Leo Robin, Ralph Rainger                         | 14 januari 1973 | 2:33  |
| 26.          | Ku-U-I-Po                                                                         | George David Weiss, Hugo Peretti, Luigi Creatore | 14 januari 1973 | 2:06  |
| 27.          | No More                                                                           | Don Robertson, Hal Blair, Sebastián Yradier      | 14 januari 1973 | 2:29  |
| 28.          | Hawaiian Wedding Song                                                             | Al Hoffman, Dick Manning, Charles E. King        | 14 januari 1973 | 1:55  |
| 29.          | Early Mornin' Rain                                                                | Gordon Lightfoot                                 | 14 januari 1973 | 2:53  |
| Total längd: | Total längd:                                                                      | Total längd:                                     | Total längd:    | 73:08 |

### 2 CD Legacy Edition 2013
| 1.           | Samma innehåll som på originalutgåvan från 1973 och på cd-utgåvan från 1992. |              | 14 januari 1973 |       |
| Total längd: | Total längd:                                                                 | Total längd: | Total längd:    | 61:12 |

| 1.           | Spåren 1–21 är desamma som spåren 1–21 på cd-utgåvan av The Alternate Aloha från 1988, därutöver anges också ett spår 22: Closing Riff. Bonus Songs |              | 12 januari 1973 |       |
| 23.          | Spåren 23–27 är desamma som spåren 25–29 på cd-utgåvan 25th Anniversary Edition från 1998.                                                          |              | 14 januari 1973 |       |
| Total längd: | Total längd: | Total längd: | Total längd:    | 68:29 |

### 3 CD FTD Edition 2022 & 50th Anniversary Edition 2023
| 1.           | Samma innehåll som på originalutgåvan från 1973, på cd-utgåvan från 1992 och på cd 1 på Legacy Edition från 2013. |              | 14 januari 1973 |       |
| Total längd: | Total längd: | Total längd: | Total längd:    | 61:12 |

| 1.           | Samma innehåll som på cd-utgåvan av The Alternate Aloha från 1988. |              | 12 januari 1973 |       |
| Total längd: | Total längd:                                                       | Total längd: | Total längd:    | 64:11 |

| 1.           | Blue Hawaii (rehearsal, takes 1–2) | Leo Robin, Ralph Rainger                         | 14 januari 1973 | 5:31  |
| 2.           | Ku-U-I-Po (rehearsal)              | George David Weiss, Hugo Peretti, Luigi Creatore | 14 januari 1973 | 2:32  |
| 3.           | Ku-U-I-Po (take 1)                 |                                                  | 14 januari 1973 | 2:02  |
| 4.           | Ku-U-I-Po (take 2, incomplete)     |                                                  | 14 januari 1973 | 2:13  |
| 5.           | Ku-U-I-Po (take 3, incomplete)     |                                                  | 14 januari 1973 | 2:02  |
| 6.           | Ku-U-I-Po (take 4)                 |                                                  | 14 januari 1973 | 2:24  |
| 7.           | No More (take 1, incomplete)       | Don Robertson, Hal Blair, Sebastián Yradier      | 14 januari 1973 | 3:10  |
| 8.           | No More (take 2, rehearsal)        |                                                  | 14 januari 1973 | 5:06  |
| 9.           | No More (take 3)                   |                                                  | 14 januari 1973 | 2:40  |
| 10.          | No More (take 4)                   |                                                  | 14 januari 1973 | 3:04  |
| 11.          | Hawaiian Wedding Song (take 1)     | Al Hoffman, Dick Manning, Charles E. King        | 14 januari 1973 | 3:01  |
| 12.          | Hawaiian Wedding Song (rehearsal)  |                                                  | 14 januari 1973 | 4:02  |
| 13.          | Hawaiian Wedding Song (take 2)     |                                                  | 14 januari 1973 | 2:04  |
| 14.          | Hawaiian Wedding Song (take 3)     |                                                  | 14 januari 1973 | 2:06  |
| 15.          | Early Mornin' Rain (take 1)        | Gordon Lightfoot                                 | 14 januari 1973 | 4:16  |
| 16.          | Early Mornin' Rain (take 2)        |                                                  | 14 januari 1973 | 3:11  |
| Total längd: | Total längd:                       | Total längd:                                     | Total längd:    | 48:44 |

## Listplaceringar

### Aloha from Hawaii: Via Satellite – Album
| Topplista (1973)                     | Högsta placering |
| ------------------------------------ | ---------------- |
| Danmark (Danske hitlister.dk)        | 3                |
| Finland (Suomenlistalevyt)           | 22               |
| Kanada (RPM100 Albums)               | 1                |
| Norge (Album Top 40 Chart)           | 7                |
| Storbritannien (UK Albums Chart)     | 11               |
| Sverige (Kvällstoppen)               | 3                |
| USA (Billboard 200)                  | 1                |
| Västtyskland (Deutsche Alben-Charts) | 38               |